# Episodi di Taken (seconda stagione)
La seconda e ultima stagione della serie televisiva Taken è stata trasmessa in prima visione negli Stati Uniti da NBC dal 12 gennaio al 30 giugno 2018.
In Italia, la stagione è stata trasmessa in prima visione a pagamento da Premium Crime, canale della piattaforma Mediaset Premium, dal 5 luglio al 18 ottobre 2018; in chiaro è trasmessa da 20 dal 7 luglio 2019.
| n° | Titolo originale | Titolo italiano        | Prima TV USA    | Prima TV Italia   |
| -- | ---------------- | ---------------------- | --------------- | ----------------- |
| 1  | S.E.R.E.         | S.E.R.E.               | 12 gennaio 2018 | 5 luglio 2018     |
| 2  | Quarry           | La preda               | 19 gennaio 2018 | 12 luglio 2018    |
| 3  | Hammurabi        | Il codice di Hammurabi | 26 gennaio 2018 | 19 luglio 2018    |
| 4  | OPSEC            | Sicurezza operativa    | 2 febbraio 2018 | 26 luglio 2018    |
| 5  | Absalom          | Il passato ritorna     | 2 marzo 2018    | 2 agosto 2018     |
| 6  | Charm School     | Spia rossa             | 9 marzo 2018    | 9 agosto 2018     |
| 7  | Invitation Only  | Solo su invito         | 16 marzo 2018   | 16 agosto 2018    |
| 8  | Strelochnik      | Persona non gradita    | 23 marzo 2018   | 23 agosto 2018    |
| 9  | Verum Nocet      | La verità fa male      | 30 marzo 2018   | 30 agosto 2018    |
| 10 | All About Eve    | Tutto su Eve           | 6 aprile 2018   | 6 settembre 2018  |
| 11 | Password         | Password               | 13 aprile 2018  | 13 settembre 2018 |
| 12 | Imperium         | Imperium               | 26 maggio 2018  | 20 settembre 2018 |
| 13 | ACGT             | ACGT                   | 2 giugno 2018   | 27 settembre 2018 |
| 14 | Carapace         | Carapace               | 9 giugno 2018   | 4 ottobre 2018    |
| 15 | Render           | Render                 | 23 giugno 2018  | 11 ottobre 2018   |
| 16 | Viceroy          | Viceré                 | 30 giugno 2018  | 18 ottobre 2018   |